# Rogerio Alves dos Santos
Rogerio Alves dos Santos, meglio noto come China (San Paolo, 2 agosto 1996), è un calciatore brasiliano, attaccante del CAHN.

## Caratteristiche tecniche
È un centravanti.

## Carriera
Ha esordito fra i professionisti il 21 maggio 2017 disputando l'incontro del campionato ucraino perso 1-0 contro il Vorskla.